# Rubén Jaramillo
Rubén Jaramillo Ménez (Zacualpan, Estado de México, 25 de enero de 1900 - inmediaciones de Xochicalco, Morelos, 23 de mayo de 1962) fue un militar, político, revolucionario y guerrillero mexicano, de origen campesino. Participante de la Revolución mexicana fue el artífice del Movimiento Jaramillista, un movimiento social campesino activo entre los años 40s y 60s.  Profesaba el metodismo y era pastor.

## Biografía

### Revolución Mexicana
Nació en Real de Minas, en el municipio de Zacualpan, en el Estado de México. Hijo de Romana Ménez Nava y de Atanasio Jaramillo, de etnia indígena y miembro de la masonería. Tuvo seis hermanos. Fue nieto de Julián Jaramillo Navas, quien fue colaborador de Benito Juárez.
Aunque nació en Real de Minas, en donde su familia trabajaba en la minería, tuvieron que volver al estado de Morelos debido al cierre de distintas minas. En 1903 su familia se estableció definitivamente en Tlaquiltenango, debido a esta necesidad y a la muerte de su padre.
Ingresó a la lucha zapatista del Ejército Libertador del Sur a las órdenes directas de Emiliano Zapata cuando sólo tenía la edad de 14 años, con quién luchó en contra de los caciques del sur a favor de las reformas agrarias del Plan de Ayala y se convirtió en un oficial apreciado y querido por los habitantes de Morelos y sur de Puebla. Alcanzó el grado de capitán en el Ejército zapatista, además fue ministro bautista y a partir de 1931 ingresó a la logia masónica.
En 1918 Jaramillo reunió a los hombres que lo seguían y les explicó que la revolución zapatista había sido derrotada, por lo que valía más guardar las armas y retirarse para continuar la lucha en un momento más propicio.
Durante los años siguientes, trabajó en diversos ranchos y haciendas, y conoció la cárcel en que lo metieron los carrancistas tras el asesinato de Zapata. En la siguiente década encabezó una lucha legal por la reforma agraria y consideró que el reparto prometido sólo era una bandera política y no un verdadero compromiso del gobierno. Al comenzar la década de 1930, en la que se convirtió en un defensor de los arroceros y productores de azúcar, era el más conocido y respetado de los dirigentes campesinos del Poniente de Morelos.

## Apoyo presidencial
El general Lázaro Cárdenas, en 1934 y durante su campaña electoral a la presidencia, preparó un estudio sobre la agricultura de la región que concluía con la petición de que el Estado mexicano construyera una gran central azucarera. Ese fue el origen del Ingenio de Zacatepec, inaugurado por el presidente Cárdenas en 1938 y cuyo primer consejo de administración presidió Jaramillo.

## Apoyo a la candidatura del general Manuel Ávila Camacho
En 1939, por expresa petición del general Cárdenas, Jaramillo y todos sus seguidores apoyaron la candidatura presidencial del general Manuel Ávila Camacho, pero cuatro años después, considerando que el nuevo presidente había traicionado definitivamente los ideales de la Revolución, Jaramillo llamó a sus compañeros a desenterrar las armas para recomenzar la lucha por la tierra y libertad, reviviendo el zapatismo, pero moderó si postura mediante la intervención del general Cárdenas.

## Movimiento Jaramillista
Jaramillo, con el apoyo de Lázaro Cárdenas del Río, fundó el ingenio de Zacatepec y el Banco Ejidal, mismos que preside en 1938. También fue cofundador de la Unión de Productores de Caña de México. Se levanta en armas cuando algunos funcionarios y empresarios trataron de asesinarlo entre 1943 y 1944[cita requerida] comenzando el movimiento jaramillista a favor de una mejor paga para los ejidatarios cultivadores de la caña y en contra de la imposición política violenta y arbitraria. Acepta la amnistía de Ávila Camacho y regresa a su vida cotidiana. Funda poco después en 1945 el Partido Agrario Obrero Morelense, siendo candidato a gobernador de Morelos en 1945 y 1952 con apoyo de la Federación de Partidos del Pueblo Mexicano. Jaramillo se alzó nuevamente en armas en 1957 con el Plan de Cerro Prieto, en el que reivindicaba una nueva repartición de tierras, la expropiación de la industria básica, el desarrollo de la industria pesada, así como la expropiación de las fábricas, por lo que fue constantemente perseguido siendo obligado a mantener una resistencia armada en las montañas de Morelos con el apoyo del Partido Comunista Mexicano. Se amnistió durante el gobierno del presidente Adolfo López Mateos en 1959. Durante este periodo fue simpatizante de Mao Zedong en la República Popular China, así como de las ideas del Che Guevara en Cuba. Además, se cuenta que ya era compadre de Cárdenas, quien le había presentado al joven cubano Fidel Castro y que había afiliado al Partido Comunista Mexicano a más de 600 campesinos de la región para fortalecer su base.
La prensa manipulada y subsidiada de la época calificaba a Rubén Jaramillo como un agitador, un guerrillero y un bandolero, protegido este por el excandidato presidencial Miguel Henriquez Guzmán, de la Federación de Partidos del Pueblo Mexicano.

## Asesinato
Pese a la amnistía dada por el presidente Adolfo López Mateos, se montan diversos operativos extrajudiciales con el fin de detener o asesinar a Rubén Jaramillo, sin éxito. El 1 de mayo de 1962 el político escribe lo que se conocería como El último manifiesto de Rubén Jaramillo, en donde además de hablar sobre el plan de lucha venidero, denuncia estos hostigamientos. Años antes, diversos integrantes del movimiento jaramillista habrían pedido a Jaramillo la ejecución extrajudicial de Heriberto Espinoza alias "El Pintor", un hombre del municipio de Jojutla, que se hizo pasar por jaramillista para traicionar al líder campesino. Éste fue quien dio la ubicación de donde se ocultaban Jaramillo y su familia.
Se ejecutó, entonces, lo que sería conocido como la Operación Xochicalco el 23 de mayo de 1962, en donde además del Gobierno de México participarían pistoleros locales,presuntamente pagados por caciques morelenses afectados por la actividad jaramillista. Cuatro pelotones de soldados del Ejército Mexicano al mando del sargento Manuel Justo Díaz, elementos de la Policía Judicial Federal y pistoleros no identificados llegaron hasta el número 10 de la calle Mina en Tlalquitenango, de donde realizó el secuestro del campesino Rubén Jaramillo, su esposa Epifania, que estaba encinta, y sus hijos Enrique, Filemón y Ricardo. Su hija Raquel logró escapar del operativo. Jaramillo habría insistido en contar con amparos para evitar su detención, los cuales mostró a los soldados y policías, sin éxito. Fue sacado por la fuerza del domicilio. Dos horas después la familia fue asesinada extrajudicialmente en las cercanías de las ruinas de Xochicalco. Fue asesinado junto a su esposa y sus hijos, además de sus sobrinos y compañeros, entre ellos estudiantes y veteranos campesinos. Solo su suegra sobrevivió al atentado. Sobre el hecho se manejó el nombre del general José Gómez Huerta, Jefe del Estado Mayor Presidencial.
Jaramillo habría recibido nueve impactos de balas calibre .45A, dos en la cabeza y el resto en el cuerpo. El funeral de Rubén Jaramillo y su familia habría recibido la visita de miles de campesinos y simpatizantes jaramillistas el 25 de mayo. Al mismo acudieron Cuauhtémoc Cárdenas, y el embajador de Cuba en México, Jorge Rosillo. Sus restos, como los de sus familiares, fueron depositados en el Panteón Municipal de Tlalquitenango hacia las 18:30 horas de ese día. Distintas voces como la del Partido Comunista Mexicano, el Partido Popular Socialista, el Partido Acción Nacional; artistas como José Chávez Morado, David Alfaro Siqueiros y Jesús Guerrero Galván, condenaron el asesinato de Jaramillo, exigiendo justicia. Las investigaciones del gobierno mexicano apuntaron hacia problemas personales de la familia como el móvil de los asesinatos. Nunca hubo detención o sentencia alguna por la muerte de Jaramillo y su familia.
Unos días después de los asesinatos, Carlos Fuentes fue a Xochicalco y escribió un artículo que fue publicado en la revista Siempre!:
"Lo empujaron hacia abajo. Jaramillo no pudo contenerse, era un león de campo, ese hombre... Se lanzó a la fiesta de los asesinos; Estaba defendiendo a su esposa y a sus hijastros, lo derribaron con las culatas de sus rifles, en donde le sacaron un ojo. Epifania se arrojó sobre los asesinos; Le arrancaron el rebozo, le arrancaron el vestido, la tiraron a las piedras. [Un hijo] los maldijo; Abrieron fuego y él se agachó y cayó junto a su madre, sobre las piedras. Cuando aún estaba vivo, le abrieron la boca, recogieron puñados de tierra, le abrieron la boca y, riendo, la llenaron de tierra. Después de eso, fue rápido; [los otros hijos] cayeron acribillados a balazos; Las ametralladoras escupieron sobre los cinco cuerpos caídos. El escuadrón esperó a que dejaran de respirar. Pero siguieron viviendo. Pusieron sus pistolas en la frente de la mujer y de los cuatro hombres. Dispararon los tiros finales".
La muerte de Jaramillo fue noticia en todo el mundo. Se convirtió en un héroe popular. Aldeas y escuelas llevan su nombre. El artículo de Fuentes fue ampliamente reimpreso. El cantautor estadounidense Phil Ochs escribió una canción sobre Jaramillo. Nadie fue acusado de los asesinato, siendo considerado un asesinato por indicaciones del poder ejecutivo federal de ese tiempo.
Investigaciones contemporáneas y documentos provistos por el Gobierno de México indican que la Operación Xochicalco fue ejecutada por órdenes de Adolfo López Mateos. El teniente coronel Héctor Hernández Tello lo escribió así en comunicación a la Dirección Federal de Seguridad, órgano de inteligencia del Estado mexicano por entonces. Otro informe a esta misma dependencia señaló a elementos de la Policía Militar.
La muerte de Rubén Jaramillo ha sido reconocida como una fecha importante para grupos subversivos (donde comúnmente sacan comunicados o realizan atentados), como el Comando Jaramillista Morelense 23 de mayo o Tendencia Democrática Revolucionaria-Ejército del Pueblo, que recogen su ideario además de perpetuar su lucha contra el estado

#### Polémica sobre participantes en la operación
Raquel Jaramillo, hija de Rubén, acusó al mencionado Heriberto El Pintor Espinoza como el delator para la Operación Xochicalco, a José Martínez (capitán del Ejército Mexicano) como el autor material de los asesinatos de su familia, y al general Pascual Cornejo Brun (jefe de la XXIV Zona Militar C), quien ordenó los hechos.
Algunos historiadores han afirmado, sin pruebas contundentes, que el asesino de Jaramillo era un tal «capitán Martínez». Al respecto, el historiador y biógrafo de Rubén Jaramillo, Raúl Macin, afirma que el nombre de ese capitán era José Martínez Sánchez.
Su delator, Heriberto Espinoza, fue asesinado en septiembre de 1962 en el Estado de Guerrero, lo que aparentemente cerró este trágico episodio.
En cambio, el escritor Carlos Fuentes, en su obra Tiempo mexicano, menciona a un «teniente de caballería Martínez», en alusión a José Aurelio Martínez Balboa, quien desde 1958 era «mayor de Caballería» y estaba adscrito al 13.º Regimiento de Caballería destacado en Cuautla (Morelos). Este José Martínez era médico veterinario y zootecnista, y su puesto era como jefe de los Servicios Veterinarios. En 1962 (año del asesinato de Jaramillo) solicitó una licencia indefinida e ilimitada del Ejército para radicarse en la III Zona Militar situada en La Paz (Baja California Sur), zona entonces gobernada por militares, cuyo mayor cacique era el general Agustín Olachea, entonces Secretario de la Defensa Nacional. En 1966, cuatro años después de la masacre, José Martínez decidió quedarse en La Paz para servir a la comunidad como médico veterinario, trabajo que realizó con dedicación hasta su muerte en 1989.

## Premios y reconocimientos
- En 2016, el nombre de Rubén Jaramillo fue inscrito con letras de oro en las paredes del Congreso del Estado de Morelos.[9]